# Dig a Pony
„Dig a Pony“ je píseň anglické rockové skupiny The Beatles, která původně vyšla na jejich albu Let It Be roku 1970. Píseň napsal John Lennon, ale autorství je připisováno dvojici Lennon–McCartney. Záznam byl pořízen na koncertu na střeše sídla Apple Corps v Savile Row v Londýně, který Beatles odehráli 30. ledna 1969.

## Složení písně
Ačkoli píseň napsal John Lennon, autorství je připisováno dvojici Lennon–McCartney. Původně se měla píseň jmenovat „All I Want Is You“, tato slova totiž tvoří část refrénu písně. Lennon o písni řekl, že byla „kusem odpadu“, avšak podobné opovržení projevoval u více svých písní. Byla napsána pro jeho snoubenku a budoucí manželku Yoko Ono a obsahoval množství podivných, zdánlivě nesmyslných frází, které byly spojeny dohromady v to, co Lennon označuje jako lyrický styl Boba Dylana. Píseň je v originále v A dur v šestiosminovém taktu.
Na raných amerických vydáních alba Let It Be se skladba objevovala pod názvem „I Dig a Pony“. Později byl název sjednocen do podoby „Dig A Pony“.

## Záznam
„Dig A Pony“ byla jednou z písní z alba Let It Be, která byla zaznamenána na střešním koncertu. Začíná slovy Ringo Starra, který křičí na zbytek kapely „Hold it!“, aby je zastavil, protože v levé ruce držel cigaretu a v pravé ruce měl obě paličky, a tak nemohl hrát na bicí. Na nahrávce je taktéž slyšet zvuk smrkání, což Mark Lewisohn připisuje Lennonovi. Na dřívější studiové verzi písně, zaznamenané 22. ledna 1969 a vydané na kompilaci Anthology 3 v roce 1996, první verš a konec písně začínají zpěvem Paula McCartneyho „All I want is...“ Tato fráze se objevila v obou verzích písně, ale byla vystřižena Philem Spectorem jak z finální verze, tak následně i z Let It Be... Naked verze.

## Nástroje
- John Lennon – zpěv, doprovodná (rytmická) kytara
- Paul McCartney – doprovodný zpěv, basová kytara
- George Harrison  – doprovodný zpěv, sólová kytara
- Ringo Starr – bicí
- Billy Preston – elektrický klavír